# Кабриел
Кабриел (на испански: Cabriel) е река в Източна Испания (автономни области Арагон, Кастилия-Ла Манча, Мурсия и Валенсия), ляв приток на Хукар (от басейна на Средиземно море). Дължината ѝ е 220 km, а площта на водосборния ѝ басейн – 4754 km².
Река Кабриел води началото си на 1566 m н.в. от най-високите части на планината Серания де Куенка, в югозападната част на провинция Теруел, автономна област Арагон. Първите 20 km тече на югоизток в широка 2 – 3 km коритовидна долина, след което завива на юг, навлиза в автономната област Кастилия-Ла Манча и запазва това генерално направление до устието си. Оттук до устието си Кабриел е типична планинска река, като тече през множество забележителни теснини, ждрела и каньони с бурно течение. В долното си течение реката е дълбоко всечена в платото Ла Манча. Влива се отляво в река Хукар (от басейна на Средиземно море), в северния ръкав на язовира „Кофрентес“, в близост до град Кофрентес, автономна област Валенсия.
Водосборният басейн на Кабриел обхваща площ от 4754 km², което представлява 22,03% от водосборния басейн на река Хукар. На югоизток, югозапад и запад водосборният басейн на Кабриел граничи с водосборните басейни на реките Магро, Валдембро и други по-малки, леви притоци на Хукар, на северозапад – с водосборния басейн на река Тахо (от басейна на Атлантическия океан), а на изток – с водосборния басейн на река Турия (от басейна на Средиземно море). основни притоци: Мира (ляв, 62 km, 387 km²), Гуадасаон (десен).
Река Кабриел има предимно дъждовно подхранване и ясно изразено зимно и пролетно пълноводие. Има важно хидроенергийно значение. В средното ѝ течение е изграден големият язовир „Контрерас“, с мощна ВЕЦ в основата на преградната му стена. Част от водите ѝ се използват за промишлено и битово водоснабдяване на малкото селища, разположени по долината ѝ.